# 층 (건물)
건물에서 층(層, 영국 영어: storey, 미국 영어: story)을 세는 방법은 ‘1층’을 어디로 하는가와, 지하층을 어떻게 부르는가에 따라서 달라질 수 있다.

## 지하층

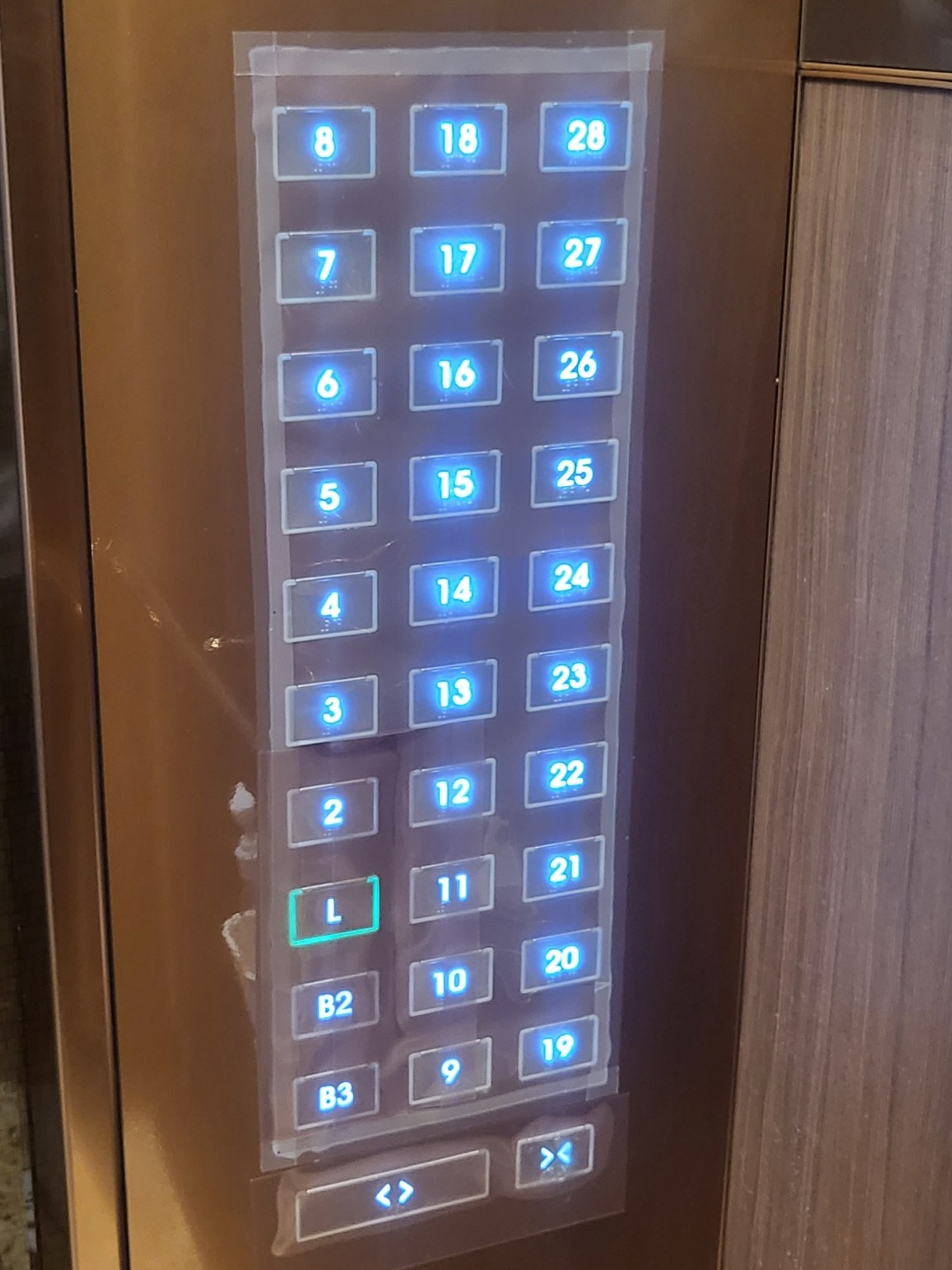
대한민국 호텔에서의 엘리베이터 층수 표기

지하 1층은 보통 B(Basement, 지하층), P(Parking, 주차장) 또는 Lower Level, Lobby를 뜻하는 L(또는 LL)로 표기한다. 그 아랫층은 SB(Sub-Basement)나 B1/P1 등 숫자를 붙여서 표시하거나 -1과 같은 음수로 나타낼 때도 있다. 대한민국에서는 보통 지하 1층은 B1, 지하 2층은 B2... 등으로 표기한다.
미국의 일부 건물에서는 지하 주차장이 설치되어 있는데, 이때 주차장이 있는 층을 G(Garage, 주차장을 뜻함)라고 표기하기도 한다. 단, 이 경우 지상층(또는 지상1층)을 의미하는 G(Ground)와 혼동할 염려가 있어 주의해야 한다.
- P는 Parking의 약자는 주차장이고, OUT은 나가다 (出), IN은 들어가다 (入)이다.

## 지상 1층
대한민국이나 일본 등의 동아시아 나라들과 미국 영어를 사용하는 나라에서는 지상의 첫 번째 층(지상층)을 '1층'으로 표기한다. 그러나 대부분의 유럽 나라들이나 영국 영어를 사용하는 나라들(미국식으로 층을 세는 싱가포르와 캐나다를 제외한 영연방 나라들)에서는 지상 첫 번째 층을 '지상층'(영어: Ground floor, 프랑스어: Rez-de-chaussée)으로 표기하며, 약자로는 G, RC 또는 숫자 0 등을 사용한다. 그러므로 영국 영어에서, 보통의 건물에 대해 '1층'(first floor)은 지상층을 제외한 첫 번째 층을 뜻한다. 이는 곧 미국 영어나 대한민국 등에서 말하는 '2층'(second floor)과 같다.
| 한국/일본식 | 영국식                | 미국식                                     | 탕에랑 |
| ----------- | --------------------- | ------------------------------------------ | ------ |
| 4층 (4F), F | 3층 (3rd floor)       | 4층 (4th floor)                            | 2F     |
| 3층 (3F)    | 2층 (2nd floor)       | 3층 (3rd floor)                            | 1F     |
| 2층 (2F)    | 1층 (1st floor)       | 2층 (2nd floor)                            | UG     |
| 1층 (1F)    | 지상층 (Ground floor) | 1층 (1st floor) 또는 지상층 (Ground floor) | GF     |

## 설명
서수(첫째, 둘째, ...)를 사용하느냐 기수(영, 하나, 둘, ...)를 사용하느냐에 따라 층을 세는 법에 차이가 생긴다. 건물의 층을 서수를 사용해 세는 경우에는 '첫째'부터 시작하므로 지상층이 1층이 된다. 그러나 기수를 사용해 세는 경우에는 기준점으로부터의 거리(층)를 세기 때문에 지상층을 기준점(Ground floor)으로 설정하고, 각 층까지의 거리(층 수)를 세어 나타낸다. 즉, 기준점(지상층)으로부터 1층 떨어져 있는 곳이 '1층'(1st floor)이 된다.

## 기타
경사진 곳에 건설된 건물은 입구가 두 개의 층에 있을 수 있는데, 이때 북미에서는 입구가 있는 층 가운데 낮은 층을 지상층(ground floor), 높은 층을 1층(1st floor)으로 부른다. 한편, 영국식으로는 낮은 층을 지상하층(lower ground floor, LG), 높은 층은 지상상층(upper ground floor, UG) 또는 그냥 지상층(ground floor) 등으로 부른다. 미국의 일부 초고층 건물에서는 영국 방식을 따라 층을 세기도 한다.
일부 호텔에서는 특이하게 층을 세기도 하는데, 예를 들어 가장 높은 층을 PH(Penthouse, 펜트하우스), R(Roof, 꼭대기) 또는 O(Observation deck, 전망대)라고 하고, 건물 입구가 있는 층을 M(Main, 주층), L(Lobby, 로비)라고 하는 경우도 있다.
미국이나 캐나다의 호텔에서는 13이라는 숫자가 불길하다는 미신에 따라 13층을 일부러 사용하지 않거나 다르게 표시('Skyline' 등으로)하는 곳이 많다. 이는 동양에서 4층을 생략하거나 'F' 등으로 다르게 표시하는 것과 비슷하다.
루마니아에서는 층을 표시하는 데 로마 숫자를 사용한다.

## 흥밋거리
- 영화 《올드보이》와 《존 말코비치 되기》에는 7.5층이 나온다.
- 윌리엄 텐의 단편 〈입주자들 보관됨 2006-05-20 - 웨이백 머신〉(영어)에는 존재하지 않는 13층을 임대하는 내용이 나온다.

## 같이 보기
- 마루
- 100층 이상의 마천루 목록